# Kawasaki (Kanagawa)
Kawasaki (wörtlich „Flusskap“; japanisch 川崎市 Kawasaki-shi, deutsch ‚kreisfreie Stadt Kawasaki‘, englisch Kawasaki City/City of Kawasaki) ist eine Stadt auf der japanischen Hauptinsel Honshū im Nordosten der Präfektur Kanagawa.

## Geographie

### Lage
Kawasaki befindet sich am rechten Ufer des hier in die Bucht von Tokio mündenden Flusses Tama. Wie ein schmales Band liegt die Stadt zwischen Tokio im Nordosten und Yokohama im Südwesten. Die Stadt verbindet die beiden Großstädte miteinander und ist damit Teil der Metropolregion Tokio-Yokohama, eines der größten und dichtest bewohnten städtischen Gebiete der Welt.

### Stadtgliederung
Das östliche Gebiet entlang der Küste der Bucht von Tokio ist eine dicht besiedelte Industriezone, Teil des Keihin-Industriegebietes. Im Kontrast dazu bestehen die westlichen Stadtteile im Tama-Hügelland größtenteils aus Wohngebieten für Pendler im Großraum Tokio/Yokohama.
Kawasaki besteht aus diesen sieben Stadtbezirken (-ku):

| Code mit Prüfziffer | Name               | Name   | Fläche (in km²) | Bevölkerung       | Bevölkerungs- dichte (Ew./km²) 3 |           |
| Code mit Prüfziffer | lat. Transkription | jap.   | 1. Januar 2023  | 1. September 2020 | 01.10.2015 3                     |           |
| ------------------- | ------------------ | ------ | --------------- | ----------------- | -------------------------------- | --------- |
| 14131-3             | Kawasaki-ku        | 川崎区 | 39,49           | 233.446           | 223.378                          | 5650,85   |
| 14132-1             | Saiwai-ku          | 幸区   | 10,01           | 171.282           | 160.890                          | 16.072,93 |
| 14133-0             | Nakahara-ku        | 中原区 | 14,74           | 263.760           | 247.529                          | 16.793,01 |
| 14134-8             | Takatsu-ku         | 高津区 | 16,36           | 234.458           | 228.141                          | 13.945,05 |
| 14135-6             | Tama-ku            | 多摩区 | 20,50           | 221.833           | 214.158                          | 10.446,73 |
| 14136-4             | Miyamae-ku         | 宮前区 | 18,61           | 233.980           | 225.594                          | 12.122,19 |
| 14137-2             | Asao-ku            | 麻生区 | 23,25           | 180.763           | 175.523                          | 7549,38   |
| 14130-5             | Kawasaki-shi       | 川崎市 | 142,96          | 1.539.522         | 1.475.213                        | 10.315,45 |

| Asao-ku Kawasaki-ku Miyamae-ku Nakahara-ku Saiwai-ku Takatsu-ku Tama-ku |

### Angrenzende Städte und Gemeinden
Im Nordosten grenzt Kawasaki an die Tokioter Bezirke (beginnend an der Bucht von Tokio) Ōta und Setagaya, im Nordwesten umschließen die zur Präfektur Tokio gehörigen Städte (-shi) Komae, Chōfu, Machida, Inagi, Tama den Ort. Die gegenüberliegende Südwestseite wird gänzlich von den Bezirken Tsurumi, Kōhoku, Tsuzuki und Aoba der Stadt Yokohama eingenommen. Durch die Fertigstellung der Tōkyō-wan-Aqua-Line ist die auf der gegenüberliegenden Seite der Bucht von Tokyo in der Präfektur Chiba liegende Stadt Kisarazu im Dezember 1997 ebenfalls zum Nachbarn geworden.

### Gewässer
Zwei Flüsse queren das Stadtgebiet. Der Tama vereinigt sich dabei mit den Nebenflüssen Misawa, Yamashita, Gotanda, Nikaryō Hauptfluss und Hirase; in den Tsurumi münden Katahira, Asao, Shimpukuji, Arima, E, Shibu und Yabumi.
Das Aufschüttungsland am Küstenabschnitt der Stadt ist von einem Kanalnetz durchzogen (Tama-Kanal, Suehiro-Kanal, Chidori-Kanal, Yakō-Kanal, Daishi-Kanal, Mizue-Kanal, Shiohama-Kanal, Iriesaki-Kanal, Asano-Kanal, Ikegami-Kanal, Minami-Watarida-Kanal, Tanabe-Kanal, Shiraishi-Kanal und der Sakai-Kanal). Daneben existiert im Hinterland streckenweise noch der historische Kanal Nikaryō Yōsui.

## Geschichte

### Ur- und Frühgeschichte
Archäologische Zeugnisse aus der japanischen Altsteinzeit und der Jōmon-Zeit finden sich nur im nordwestlich gelegenen Tama-Hügelland. Der Verlauf des Tama und der Küste der Bucht von Tokio haben sich auch in historischer Zeit noch verändert, sodass große Teile des Stadtgebiets geologisch jungen Ursprungs sind.

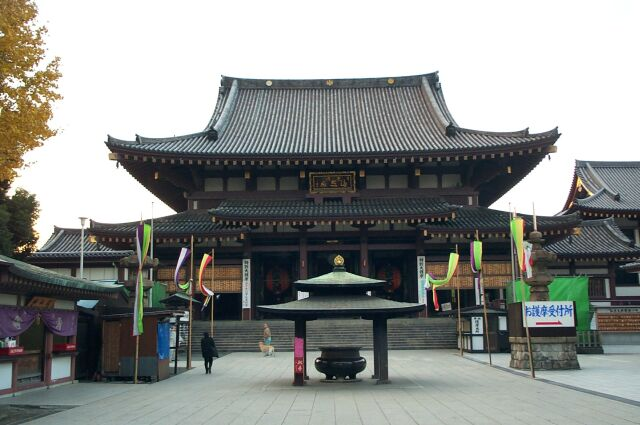
Der Heiken-ji ist ein buddhistischer Tempel in Kawasaki, bekannter unter dem Namen Kawasaki-daishi (川崎大師)

### Von der Nara-Zeit bis zum Ende der Sengoku-Zeit
Mit der Einführung des Ritsuryō-Rechtssystems kam das Gebiet im 7. Jahrhundert an die Provinz Musashi. Vermutlich lag in der Nara-Zeit das Zentrum des Kreises Tachibana im Bereich des heutigen Stadtbezirks Takatsu. Seit der Heian-Zeit dehnte sich hier der Herrschaftsbereich des Inage-Clans aus. Um den 1128 gegründeten buddhistischen Tempel Heiken-ji (bekannter unter dem Namen Kawasaki-Daishi) entstand bald ein monzen-machi, ein umtriebiges Stadtviertel zur Versorgung der Pilger. Zwischen der Kamakura-Zeit und der Sengoku-Zeit herrschten kleinere Feudalherren über das Gebiet, bis es schließlich unter die Kontrolle der Späteren Hōjō gelangte.

### Neuzeit

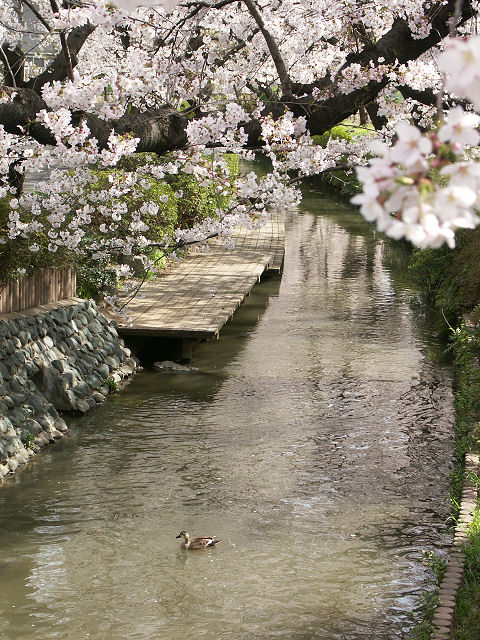
Nikaryō Yōsui in Shukugawara (Bezirk Tama) zur Kirschblütenzeit

1611 ließ Koizumi Jidayū den Nikaryō Yōsui bauen, ein Kanalsystem am rechten Ufer des Tama zur Bewässerung der Felder, das sich teilweise bis heute durch die inzwischen dicht bebaute Stadt zieht. An den durch das Edo-Bakufu errichteten Fernstraßen Tōkaidō und Nakaharakaidō entstanden auf dem Gebiet des späteren Kawasaki Stationen, wodurch seine Bedeutung wuchs. Die Station Kawasaki (Kawasaki-juku, in der Nähe des heutigen Bahnhofs Kawasaki) an der Tōkaidō wurde erst 1623 als letzte der 53 Tōkaidō-Stationen offiziell anerkannt. Das Bakufu ließ die Brücken über den Tama verfallen und es entstanden an mehreren Stellen im heutigen Kawasaki Fährverbindungen ins nahe gelegene Edo, die den Grundstein der Entwicklung der Stadt legten.

### Moderne

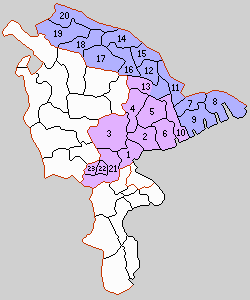
Karte der Gemeinden im ehemals zu Musashi gehörenden Teil von Kanagawa 1889 (am Tamagawa aber in den Grenzen von 1912, d. h. vollständig inklusive rechtem, ohne linkes Ufer), nummeriert die Gemeinden im Kreis Tachibana, davon auf dem Gebiet der heutigen Stadt Kawasaki: 7. Stadt (-machi) Kawasaki und die Dörfer (-mura) 8. Daishigawara (大師河原), 9. Tajima (田島), 11. Miyuki (御幸), 12. Sumiyoshi (住吉), 13. Hiyoshi (日吉), 14. Takatsu (高津), 15. Nakahara (中原), 16. Tachibana (橘), 17. Mukaoka (向丘), 18. Miyasaki (宮前, die Lesung wurde erst später zu Miyamae geändert), 19. Ikuta (生田) und 20. Inada (稲田); zusätzlich umfasst das heutige Stadtgebiet von Kawasaki noch die damaligen Dörfer Kakio (柿生) und Okagami (岡上; bis heute Exklave) aus dem Kreis Tsuzuki.

In der Meiji- und Taishō-Zeit begann die bis heute anhaltende rasante Verstädterung des Gebiets. 1872 wurde der Bahnhof Kawasaki an der ersten Eisenbahnlinie Japans eingerichtet. 1889 entstand nach dem im Jahr zuvor eingeführten japanischen Gemeindesystem die Stadt (machi) Kawasaki im Kreis (gun) Tachibana. 1901 zog die Kreisverwaltung von Tachibana aus dem nach Yokohama eingemeindeten Kanagawa nach Kawasaki um. 1912 wurde die Grenze zwischen den Präfekturen Kanagawa und Tokio im Tama festgelegt. Am 1. Juli 1924 entstand durch Zusammenschluss mit der Stadt Daishi (vormals Daishigawara) und dem Dorf Miyuki die kreisfreie Stadt Kawasaki mit 48.394 Einwohnern.

### Zweiter Weltkrieg
Im Rahmen des Zweiten Weltkriegs wurde die Stadt zwischen April 1945 und Juli 1945 dreimal durch die United States Army Air Forces (USAAF) bombardiert. Der folgenschwerste Angriff war ein Flächenbombardement mit Napalmbomben am 15. April 1945. Die Angriffe zerstörten rund 35 % des Stadtgebietes und forderten 1.520 Tote und 8.759 Verletzte. Durch die Angriffe wurden 9,3 km² der Stadt niedergebrannt (siehe Luftangriffe auf Tokio).

### Entwicklung nach dem Zweiten Weltkrieg
Am 15. April 1945 wurden große Teile des Gebiets um den Bahnhof und das Industriegebiet am Hafen durch Luftangriffe zerstört. Seit den 1950er Jahren entstanden im nordöstlichen Teil der Stadt Wohngebiete für Pendler, die durch neue Bahnlinien direkt mit den Zentren Tokios verbunden wurden. Am 1. April 1972 wurde Kawasaki zur dekretal designierten Stadt (seirei shitei toshi) mit 5 Stadtbezirken. 1973 überschritt die Einwohnerzahl die Millionengrenze. 1982 entstanden die neuen Bezirke Miyamae und Asao durch Abspaltung von den Bezirken Takatsu und Tama. In jüngster Zeit werden im Zuge der Deindustrialisierung verstärkt Industrieflächen in Wohngebiete (meist Mehrfamilienwohnhäuser) umgewandelt, sodass mit einem weiteren Anstieg der Bevölkerungsdichte zu rechnen ist.

### 21. Jahrhundert
Im Jahre 2020 kam die Stadt nahe Tokyo mit ihrem vergleichsweise hohen Bevölkerungsanteil von Bürgern koreanischer Herkunft (0,4 Prozent) international in die Medien, weil das Stadtparlament mit einer Geldbuße bis zu 4000 Euro, einer Strafanzeige und Online-Namensveröffentlichung bei nachgewiesenem öffentlichen Hassreden zum Vorreiter in ganz Japan wurde. Als die im Dezember 2019 eingeführte lokale Antidiskriminierungsverordnung sich als nicht ausreichend erwies, wurde sie nachgeschärft, so dass ab 1. Juli 2020 ebenfalls Hassreden gegenüber sexueller Orientierung von Mitbürgern darunter fallen sowie alle Verurteilten fortan als vorbestraft gelten.

## Politik und Verwaltung
- KPJ: 8
- Fraktionslos: 3
- Mirai („Zukunft“; mit KDP, DVP): 14
- Ishin: 7
- Kōmeitō: 11
- LDP: 17

Karte der Unterhauswahlkreise Kanagawas seit 2024

Bürgermeister von Kawasaki ist seit 2013 Norihiko Fukuda, ein ehemaliger DPJ-Präfekturparlamentsabgeordneter, der 2021 mit neuer Rekordstimmenzahl und Zweidrittelmehrheit gegen zwei Kandidaten für eine dritte Amtszeit wiedergewählt wurde.
Das 60-köpfige Stadtparlament von Kawasaki wurde bei den einheitlichen Wahlen im April 2023 neu gewählt. Die LDP blieb mit 17 Sitzen stärkste Kraft.
Kawasaki war im Juni 2008 die zweite japanische „regierungsdesignierte Großstadt“ (seirei shitei toshi) nach Hiroshima, die Ausländern die Teilnahme an kommunalen Volksabstimmungen erlaubte.
Ins 105-köpfige Präfekturparlament von Kanagawa wählen die als Wahlkreise genutzten Stadtbezirke von Kawasaki zusammen 18 Abgeordnete.
Für das Unterhaus des Nationalparlaments erstreckt sich Kawasaki seit 2024 in die Wahlkreise Kanagawa 9, 10, 18 und 19. 2024 gingen davon je zwei an LDP und KDP.

### Statistik
- Beschäftigte im öffentlichen Dienst: 15.280 (Stand 1. Juli 2003)
- Budget (2004)
  - Allgemeiner Etat: ca. 520 Mrd. Yen
  - Sonderetat: ca. 408 Mrd. Yen
  - Etat der öffentlichen Unternehmen: ca. 201 Mrd. Yen
- Gedächtnistag für die Ernennung zur Stadt: 1. Juli

Bevölkerungsverteilung Kawasakis nach Lebensalter im Jahr 2005. Links: Im Vergleich zur Bevölkerung Japans (violett: Kawasaki, grün: Japan). Rechts: Nach Geschlecht (blau: männlich, rot: weiblich)

## Kultur und Sehenswürdigkeiten

### Tempel und Schreine
- Kawasaki-Daishi (Heiken-ji). Ein buddhistischer Tempel im Bezirk Kawasaki. Im monzen-machi handwerkliche Herstellung von Bonbons als Souvenir.
- Mikawari Fudō-Schrein
- Shinkō-Tempel (Shinkō-ji) im Frühlings- und Herbst-Garten (Shunjū-en)
- Kotohira-Schrein (Kotohira-jinja)
- Takaishi-Schrein (Takaishi-jinja)
- Jōraku-Tempel (Jōraku-ji)
- Tenshōkō daijin-Schrein (Tenshōkō daijin)
- Kanayama-Schrein

### Museen und Galerien

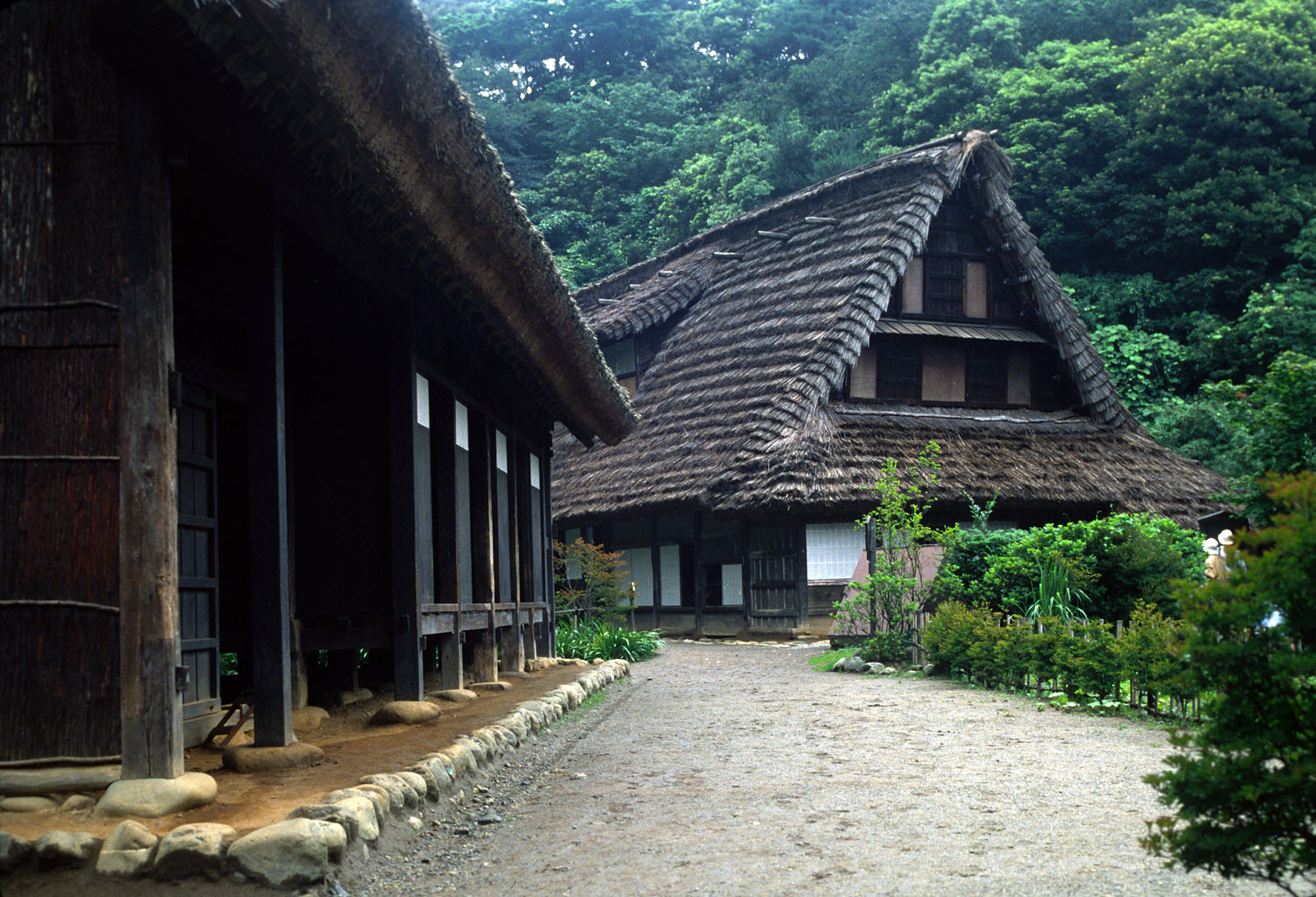
Freilichtmuseum Nihon Minka-en (Bezirk Tama)

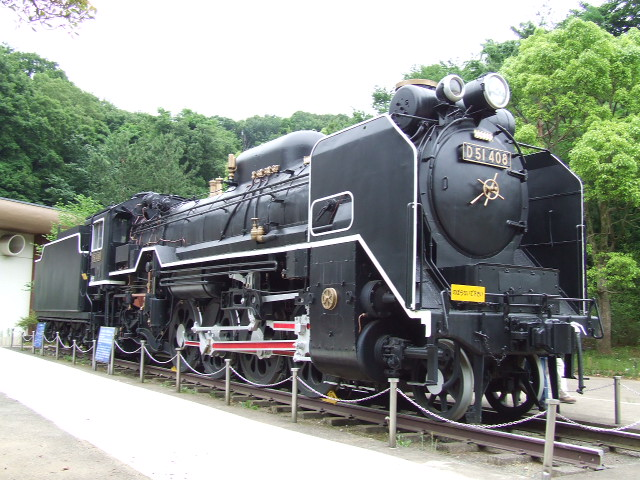
Staatsbahn-D51-Dampflokomotive im Ikuta Ryokuchi

- Freilichtmuseum Nihon Minka-en im Bezirk Tama mit Bauernhäusern aus verschiedenen Regionen Japans.
- Eisenbahn- und Bus-Museum
- Toshiba-Museum
- Bürgermuseum Kawasaki
- Okamoto Tarō Kunstmuseum
- Fujiko F. Fujio Museum

### Musik
- Myūza Kawasaki Symphonic Hall – Heimat des Tokyo Symphony Orchestra
- CLUB CITTA
- Yomiuri-Land EAST (Open Air Music Theater)

### Freizeiteinrichtungen
- Pferderennbahn Kawasaki
- Keirin-Radrennbahn Kawasaki
- Kawasaki Marien (Freizeitzentrum)
- Yomiuri-Land

### Parks
- Grünanlage Ikuta (Ikuta ryokuchi)
- Grünanlage Todoroki (Todoroki ryokuchi)
- Tierpark Yumemigasaki (Yumemigasaki dōbutsu kōen)

### Regelmäßige Veranstaltungen
- Daruma-Markt in Shimo-Asao
- Tamagawa-Großfeuerwerk
- Sannō-Fest am Inage-Schrein
- Shin-Yuri Kunstfest
- Bürgerfest Kawasaki
- Kawasaki Fantasy-Night
- Kawasaki Roboter-Kongress
- In Unity
- Kanamara-Fest

## Wirtschaft und Infrastruktur

### Wirtschaft

#### Landwirtschaft
Die Einrichtung des Nikaryō-Yōsui-Kanals zu Beginn der Edo-Zeit führte zur Ausbreitung des Nassreisanbaus und zur Steigerung der landwirtschaftlichen Produktionskraft in der Region um das Tama-Becken. Seit dieser Epoche, in der mit dem nahen Edo ein großes Absatzgebiet entstanden war, nutzte Kawasaki seinen Standort für den Obstbau; so erfreuten sich Pfirsiche von Shukugawara und Kaki vom Tempel Ōzen (Ōzen-ji) im heutigen Stadtbezirk Asao großer Bekanntheit. Daneben wurde gegen Ende des 19. Jahrhunderts die neue Nashi-Sorte Nagajūrō entdeckt, die bald darauf in weiten Teilen Japans kultiviert wurde. Mit den Industrialisierungsbestrebungen seit der Taishō-Zeit wich der Obstbau aus den küstennahen Gebieten. Aber auch landeinwärts verschwanden mit der fortschreitenden Verstädterung seit dem Ende des Zweiten Weltkriegs die landwirtschaftlichen Anbauflächen. Heutzutage bestehen verschiedentliche Bemühungen seitens der Stadt, diese traditionellen Spezialitäten durch politische Maßnahmen wiederzubeleben. So wird beispielsweise der Anbau von Obstbäumen entlang des Tama bewahrt.

#### Industrie

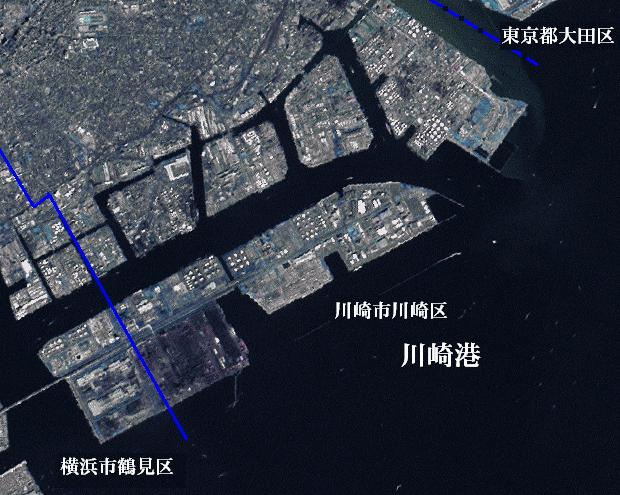
Der Hafen Kawasaki schließt nahtlos an die Nachbarhäfen von Yokohama im Südwesten und Tokio im Nordosten an

Kawasaki liegt inmitten des Keihin-Industriegebietes. Seit der Meiji-Zeit entwickelte sich an diesem Standort die Schwerindustrie. Hauptsächlich bis zur Shōwa-Zeit waren durch Neulandgewinnung an der Küste riesige Areale entstanden, die bald von Stahl- und Chemiewerken, vom Maschinenbau und später der Elektroindustrie besiedelt wurden. Bis heute bestehen hier Großwerke von Unternehmen wie Nihon Kōkan (wörtl. „Japan Stahlrohr“; jetzt zu JFE Stahl gehörig), Fujitsu, NEC oder Toshiba sowie assoziierte Betriebe kleiner und mittlerer Unternehmen. In den letzten Jahren siedelten hier auch Spitzenforschungsinstitute. Die Einrichtung der Kawasaki Micon-City und des Kanagawa Science Parks unterstützte diese Entwicklung. Andererseits plant man mit dem Niedergang der Altindustrie in Küstennähe eine Wiederbelebung, indem man versucht das industrielle Erbe zu bewahren. Zudem erwartet die Stadt, dass der Flughafen Tokio-Haneda ein Kawasaki-Portal installiert und visiert die Einrichtung eines flughafennahen Industriegebiets an.
(Der Schwerindustriekonzern Kawasaki Heavy Industries hat seinen Sitz nicht in Kawasaki, sondern ist nach seinem Gründer benannt.)

#### Handel und Dienstleistungen
Konsum

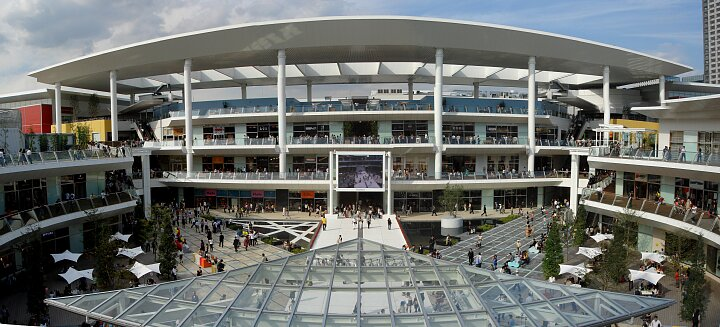
Das LAZONA Kawasaki

Die am Ostausgang des Bahnhofs Kawasaki befindliche unterirdische Einkaufsmeile Azalea und das am Westausgang liegende LAZONA Kawasaki Plaza bilden das Zentrum des Geschäftsviertels um den zentralen Bahnhof der Stadt. Daneben sei auch das historische Rotlichtviertel, das bis in die Edo-Zeit zurückreicht, als eigentümliches Beispiel erwähnt. Des Weiteren existiert am Bahnhof Mizonokuchi (Mizo no kuchi eki; wörtlich: „Eingang am Graben“) eine Kaufhausfiliale der Kette Marui und in Shin-Yurigaoka (wörtlich: „Neu-Lilienhügel“; Viertel im Stadtbezirk Asao) Filialen verschiedener Einzelhandelskaufhäuser. Wegen der zahlreichen Wohngebiete verteilen sich kleinere und mittelgroße Einkaufspassagen über das gesamte Stadtgebiet.
Kultur

In den letzten Jahren gab es verstärkt Bemühungen, Künstler in die Gewerbeförderung einzubinden, in deren Zuge in Bahnhofsnähe das Cinecittà-Projekt (shinechitta purojekuto, vermutlich in Anlehnung an die italienische Cinecittà, der „Filmstadt“, einem Filmstudio-Komplex vor Rom) und das Myūza-Kawasaki-Sinfonie-Gebäude erbaut wurden, woraufhin die Nihon eiga gakkō (wörtlich: „Japanische Filmschule“) und die Shōwa ongaku daigaku (wörtlich: „Shōwa Musikhochschule“) an den Standort Shin-Yurigaoka folgten. Alljährlich findet hier auch das KAWASAKI Shin-Yuri Film Festival statt.

#### Ansässige Großunternehmen
Unternehmen mit Stammsitz in Kawasaki
- Verlag Bunkyōdō
- Dell Japan
- Fujitsu (Hauptsitz, Werk)
- Fujitsu General
- Heartland
- J:COM Setamachi Kabel-TV
- Mitsubishi Fuso Truck and Bus Corporation
- PFU
- Kaufhausgruppe Saikaya
- Sigma (Hauptsitz)
- Sofia Systems
- Toys'R'Us Japan
- Tōa Sekiyu (TOA Oil Co., Ltd.; Hauptsitz, Keihin Raffinerie, Werke Mizue und Haneda)
- TSST – Toshiba Samsung Storage Technology Japan
- Wakō Shōji (Wako Group)
- Yunibāseru Sōsen (Universal Shipbuilding Corporation)

Unternehmen mit Produktionsstätten etc. in Kawasaki
- Ajinomoto
- Canon
- Columbia Digital Media (die frühere Columbia Music Entertainment)
- Hitachi
- JFE Stahl
- Kao Corporation
- NEC
- Nippon Oil Corporation (vorher Mitsubishi Oil)
- Nippon Television
- Pioneer
- Suntory
- Toshiba
- Tōnen General Sekiyu (Erdöl)

### Häfen
Die Häfen von Tokio, Yokohama und Kawasaki bilden eine strukturelle Einheit.

### Verkehr
- Straße:
  - Tōkyō-wan-Aqua-Line
  - Tōmei-Autobahn
  - Dai 3 Keihin straße

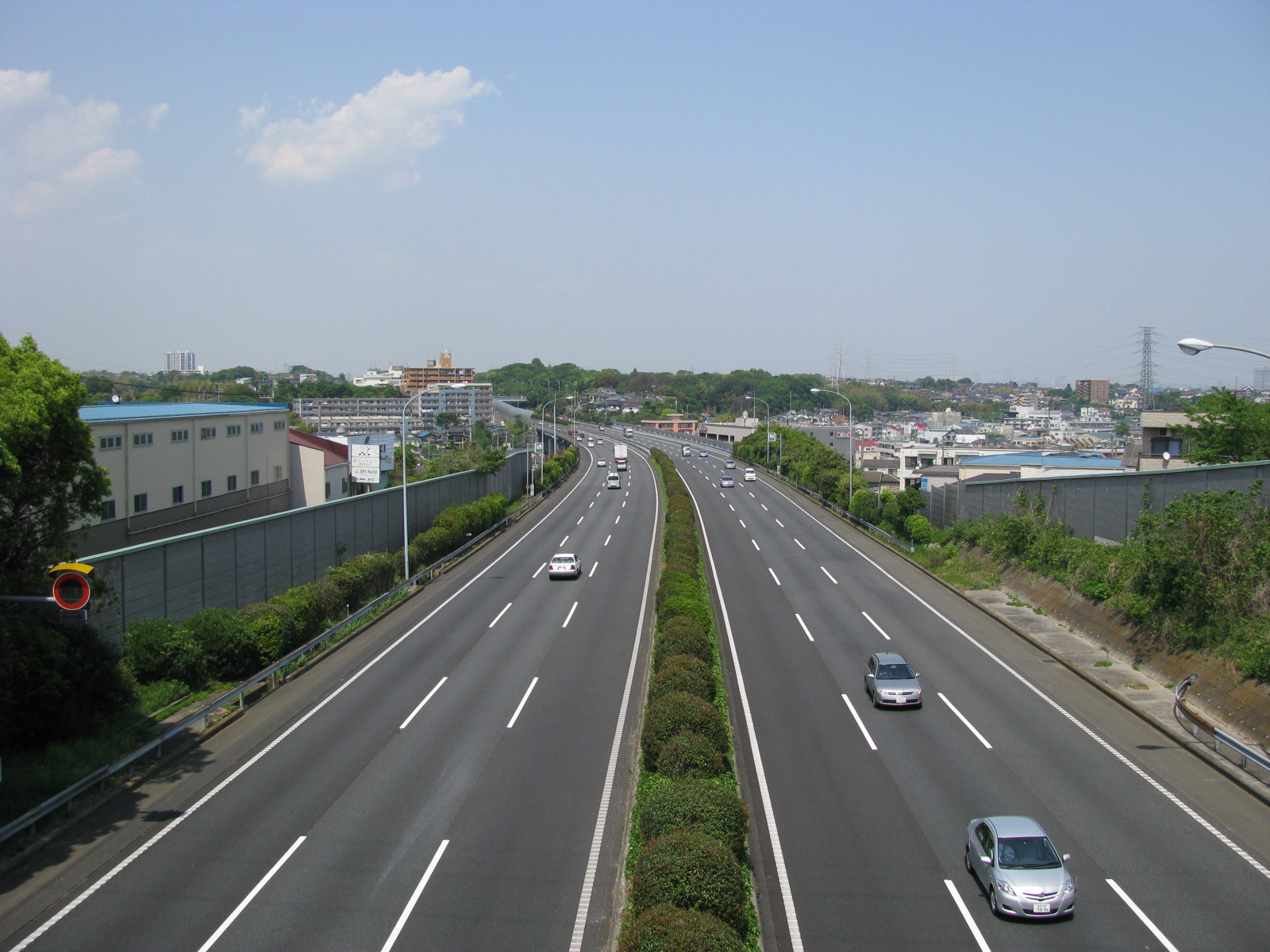
Ausgebaute Nationalstraße 466 nach Tokio und Yokohama im Miyamae-ku

  - Nationalstraßen 1, nach Tokio bzw. Kyōto
  - Nationalstraßen 15, nach Chūō oder Yokohama
  - Nationalstraße 132, 246, 357, 509
  - Tōkaidō (historisch)

- Zug:
  - JR Keihin-Tōhoku-Linie: Bahnhof Kawasaki
  - JR Nambu-Linie: Bahnhof Kawasaki und Bahnhof Musashi-Kosugi nach Tachikawa
  - JR Tōkaidō-Hauptlinie: Bahnhof Kawasaki nach Tōkyō bzw. Atami
  - JR Tsurumi-Linie: Bahnhof Tsurumi
  - JR Yokosuka-Linie: Bahnhof Shin-Kawasaki
  - Keiō Sagamihara-Linie
  - Keihin-Hauptlinie
  - Odakyū Odawara-Linie
  - Odakyū Tama-Linie
  - Tōkyū Tōyoko-Linie: Bahnhof Musashi-Kosugi nach Shibuya und Yokohama
  - Tōkyū Den’entoshi-Linie: Bahnhof Musashi-Mizonokuchi

## Söhne und Töchter der Stadt
- Kenji Sahara (* 1932), Schauspieler
- Kyū Sakamoto (1941–1985), Sänger und Schauspieler
- Tatsumi Orimoto (* 1946), Künstler
- Kaoru Abe (1949–1978), Jazzmusiker
- Masahiko Kōno (* 1951), Improvisations- und Jazzposaunist
- Reiki Kushida (* 1952), Amateurastronomin und Entdeckerin
- Shigefumi Matsuzawa (* 1958), Politiker
- Noriko Ogawa (* 1962), Pianistin
- Yayoi Urano (* 1969), Ringerin
- Masanobu Andō (* 1975), Schauspieler und Regisseur
- Takahito Sōma (* 1981), Fußballspieler
- Nobuyuki Nishi (* 1985), Freestyle-Skier
- Takayuki Morimoto (* 1988), Fußballspieler
- Kaoru Takayama (* 1988), Fußballspieler
- Manabu Saitō (* 1990), Fußballspieler
- Ryota Hayashi (* 1995), Fußballspieler
- Kaoru Mitoma (* 1997), Fußballspieler
- Ao Tanaka (* 1998), Fußballspieler
- Riita Mori (* 2001), Fußballspieler
- Keito Arita (* 2002), Fußballspieler
- Yuto Matsunagane (* 2004), Fußballspieler
- Yuto Ozeki (* 2005), Fußballspieler

## Partnerschaften

### Städtepartnerschaften
- Rijeka (Kroatien) – seit 23. Juni 1977
- Baltimore (USA) – seit 14. Juni 1979
- Shenyang  (Volksrepublik China) – seit 18. August 1981
- Wollongong (Australien) – seit 18. Mai 1988
- Sheffield (Vereinigtes Königreich) – seit 30. Juli 1990
- Salzburg (Österreich) – seit 17. April 1992
- Lübeck (Deutschland) – Freundschafts- und Kooperationsvertrag seit 12. Mai 1992
- Bucheon (Südkorea) – seit 21. Oktober 1996

### Hafenpartnerschaft
- Đà Nẵng (Vietnam) – seit 24. Januar 1994